# Kerria brancheata
Kerria brancheata är en insektsart som beskrevs av Varshney 1966. Kerria brancheata ingår i släktet Kerria och familjen Kerriidae. Inga underarter finns listade i Catalogue of Life.